# شمانووو (استان لوبلین)
شمانووو (به لهستانی:  Szymanowo) یک روستا در لهستان است که در گمینا وومازه واقع شده‌است.